# Glossario scout
Glossario dei termini scout secondo l'uso corrente fra le principali associazioni scout di lingua italiana (presenti in Italia, San Marino e Svizzera).

## Associazioni di lingua italiana
L'italiano è la lingua ufficiale in Italia e San Marino e una delle lingue ufficiali della Svizzera.
In Italia le principali associazioni sono l'AGESCI (Associazione Guide e Scouts Cattolici Italiani), nata dalla fusione di AGI (Associazione Guide Italiane) e ASCI (Associazione Scautistica Cattolica Italiana, in seguito Associazione Scouts Cattolici Italiani) e il CNGEI (Corpo Nazionale Giovani Esploratori ed Esploratrici Italiani), riunite nella FIS (Federazione Italiana dello Scautismo). Altre associazioni rilevanti sono l'Assoraider (Associazione Italiana di Scautismo Raider), l'AIGSEC-FSE (Associazione Italiana Guide e Scouts d'Europa Cattolici della Federazione dello Scoutismo Europeo) e il MASCI (Movimento Adulti Scout Cattolici Italiani). Le associazioni non elencate di solito discendono da queste e dunque non hanno altri termini o espressioni differenti da elencare.
A San Marino invece vi è una sola associazione scout, l'AGECS (Associazione Guide Esploratori Cattolici Sammarinesi), la cui terminologia ricalca quasi esattamente quella AGESCI.
Infine, l'unica associazione svizzera riconosciuta è il Movimento Scout Svizzero (MSS), che ha tre lingue ufficiali, tedesco, francese e italiano. È una federazione di 23 associazioni cantonali, molto indipendenti: l'associazione del Canton Ticino si chiama Scoutismo Ticino, mentre a Poschiavo, nel Canton Grigioni, vi è una singola sezione di lingua italiana, con terminologie talvolta diverse. Non vi sono nel paese altre associazioni di lingua italiana.

## Termini principali

### Scautismo/Scoutismo

Francobollo sullo scautismo del 1968

Benché siano diffuse e riportate nei dizionari italiani sia la forma "scautismo" che la forma "scoutismo" la dizione più corretta viene citata dalle principali fonti linguistiche associative come "scautismo": è il caso di Mario Sica, il principale storico italiano dello scautismo, che in un articolo del 1983 spiega che si tratta di «parola italianizzata e allora tanto vale seguire una grafia fonetica, come appunto è l'uso prevalente italiano»; sia nei libri stranieri da lui curati (ad esempio Scautismo per ragazzi di Baden-Powell) sia in quelli da lui scritti (ad esempio Storia dello scautismo in Italia o Cerimonie scout) viene usata per questo la forma con la "a", sia nei titoli sia nelle raccomandazioni all'interno del testo. Tale forma è stata confermata dall'Accademia della Crusca, interpellata a tal proposito dal Ministero delle poste e delle telecomunicazioni in occasione dell'emissione del primo (e allora unico) francobollo italiano a tema scout nel 1968. Anche il Centro studi e documentazione scout Mario Mazza di Genova, depositario dei maggiori archivi di documenti scout in Italia, usa sempre la grafia "scautismo". Nei primi anni di storia, comunque, anche la grafia "scoutismo" è diffusa..
La forma più diffusa fra le associazioni in lingua italiana è "scautismo": la FIS (Federazione Italiana dello Scautismo, unica riconosciuta ufficialmente in Italia) usa questo termine già nel proprio nome, l'AGESCI sceglie questa forma in tutti i documenti ufficiali, a partire dallo statuto (come anche l'AGECS), il CNGEI ha addirittura chiamato Scautismo la propria rivista associativa, l'Assoraider è la forma compatta di "Associazione Italiana di Scautismo Raider". Inoltre, anche l'ASCI prediligeva le forme con la "a", tanto è vero che la sigla inizialmente voleva dire "Associazione Scautistica Cattolica Italiana"; nel MASCI, infine, benché non ci sia una forma "ufficiale", si nota un uso prevalente della forma "scautismo".
La FSE è l'eccezione più significativa. Lo statuto parla di "scoutismo" (il nome completo dell'associazione è infatti "Associazione Italiana Guide e Scouts d'Europa Cattolici della Federazione dello Scoutismo Europeo"). Tuttavia, documenti più recenti come le Norme Direttive 2011 sembrano tendere verso la forma "scautismo". Il MSS, che usava in precedenza la forma "scautismo" (e "scaut"), è poi passato a "scoutismo" (e "scout").
In realtà in tutte le associazioni è possibile trovare almeno un documento ufficiale in cui la pratica ortodossa non viene seguita, sia in un senso che nell'altro.

### Scout/Scaut (sostantivo)
A differenza di quanto avviene con scautismo/scoutismo, per indicare una persona che fa scautismo non ci sono grandi diatribe e si usa il termine "scout", come specificato da Mario Sica ma non solo. L'unica associazione italiana di rilevanza nazionale a usare la forma "scaut" è l'Assoraider; anche il MSS in Svizzera ha usato tale dizione dal 2000 al 2007, per poi tornare alla forma "scout". Negli anni settanta, infine, fece capolino la forma "skaut" (vista ad esempio su un calendario stampato insieme da ASCI ed AGI), ma non attecchì.
Per quanto riguarda il plurale, "scout" è una parola straniera, dunque quando viene incorporata in una frase in lingua italiana va considerata neutra e invariante e mantenuta uguale anche al plurale, come confermato dall'Accademia della Crusca. Tuttavia, Mario Sica sostiene che "scout" sia una parola invariante quando è usata come aggettivo, mentre si usa il plurale "scouts" quando è un sostantivo. Per questo, molte associazioni usano "scouts", spesso anche nel proprio nome (ad es. l'AGESCI, l'ASCI, la FSE). Quando viene usata la forma "scaut", come fa l'Assoraider, essendo una forma italianizzata non viene aggiunta la "s" per fare il plurale.

### Scout/Scaut/Scautistico/Scoutistico (aggettivo)
Per indicare ciò che si riferisce allo scautismo esistono differenti aggettivi: scout, scaut, scautistico, scoutistico.
Nel 1916 l'ASCI scelse di usare nel proprio nome la parola "scautistica", propendendo per la terza forma. Nel tempo, tuttavia, "scautistico" e "scoutistico" uscirono sempre più dal linguaggio in quanto obsoleti e si preferì l'uso del termine "scout". Come detto, Mario Sica sottolinea che "scout" sia una parola invariante quando è usata come aggettivo, mentre si usa il plurale "scouts" solo quando è un sostantivo.
L'unica eccezione è l'Assoraider, la quale utilizza l'aggettivo "scaut".

### Boy scout
Alla sua nascita, il movimento scout iniziò a usare il termine "boy scout" (senza trattino). Il termine boy serviva per caratterizzare in senso giovanile questo movimento (che si rivolge ai ragazzi e non agli adulti) e non per indicare che si rivolgeva solo al sesso maschile. Infatti solo nel 1909 una circolare della Boy Scouts Association disse di sospendere tutte le iscrizioni di ragazze e fino ad allora non poche ragazze erano entrate nell'associazione. In seguito, nacque la Girl Guides Association con finalità analoghe per le ragazze e, stante il diverso termine utilizzato (scout/guide), non vi era motivo di rinforzarne la caratteristica maschile o femminile con il termine "boy" o "girl" che, appunto, si riferiva alla fascia d'età prima che al sesso. Invece, in quelle nazioni dove il movimento femminile scelse di usare il termine "scout", come ad esempio le Girl Scouts of the USA, il termine boy o girl serviva anche a distinguere le due associazioni in base al sesso. In Gran Bretagna l'espressione venne mutata in "scout" in seguito alle riforme contenute nell'Advance Party Report, che nel 1966 suggerì numerose riforme dell'associazione (che mutò nome in The Scout Association). In altre nazioni è caduto in disuso dagli anni settanta, cioè quando la maggior parte delle associazioni ha iniziato ad avere soci di entrambi i sessi (anche se con modalità diverse); l'espressione boy scout è comunque ancora usata in alcune associazioni esclusivamente maschili (specialmente negli USA).
In italiano il termine "boy scout" (spesso erroneamente scritto con un trattino) negli anni dieci veniva tradotto variamente con "ragazzi esploratori", "giovani esploratori" (questa forma venne introdotta dal CNGEI dove viene tuttora usata almeno nel nome dell'associazione), "boy-knights", "ragazzi patriotti" (sic) e così via; vi fu in epoca fascista la proposta di ribattezzare l'ASCI da "Associazione Scautistica Cattolica Italiana" in "Associazione Scoltistica Cattolica Italiana", anche perché all'epoca il termine "scolta" era usato spesso come traduzione di boy scout (acquisterà il significato attuale solo nel 1943, alla nascita dell'AGI). Successivamente il termine è caduto in disuso e viene utilizzato prevalentemente con un'accezione derisoria o da chi non conosce il movimento. Da notare che è ammesso il plurale su "scout" (boy scouts) ma non su "boy" (boys scouts o boys scout).

### Guide
Storicamente, Baden-Powell ha fondato due movimenti separati: lo "scautismo" per i ragazzi (chiamati "scout") e il "guidismo" per le ragazze (chiamate "guide"). L'uso del termine "guida" (in originale girl guide) deriva dal nome di un famoso corpo dell'esercito britannico in India che «si distinguevano per la loro generale praticità e ingegnosità nelle difficoltà, e per la loro passione e coraggio...». In un articolo su Jamboree, inoltre, Baden-Powell spiega che l'uso del termine "girl scout", uguale a quello maschile, significherebbe voler svilire il ruolo e la peculiarità delle donne rispetto agli uomini, mentre «il termine "guidare" sembra riassumere in una parola l'alta missione della donna, come madre, come moglie e come cittadina» in una società in cui doti tipicamente femminili quali pazienza, coraggio e dignità erano sempre più necessarie.
Ciononostante, alcune associazioni appartenenti all'AMGE parlano di "girl scouts" o un'espressione equivalente nella lingua locale. L'AMGE stessa contiene entrambe le espressioni nel suo nome (WAGGGS: "World Association of Girl Guides and Girl Scouts").
Nelle associazioni in lingua italiana la situazione è eterogenea. Nell'AGESCI, nell'AGECS, nella FIS e nella FSE la distinzione fra guide e scout viene sempre ricordata. Nell'Assoraider e nel CNGEI si usa solo il termine "scout" (o "scaut"), oppure si parla di esploratori (ed esploratrici) anche riferendosi al movimento nel suo insieme. Nell'ASCI e nell'AGI, in quanto associazioni monosessuate, il problema non si poneva. Nel MASCI si parla di "adulti scout" indipendentemente dal sesso. Nel MSS si parla di scout per entrambi i sessi.
Nelle associazioni che mantengono la distinzione fra Scout e Guide è considerato inappropriato usare espressioni come "una scout".

## Soci

### Bambini e bambine

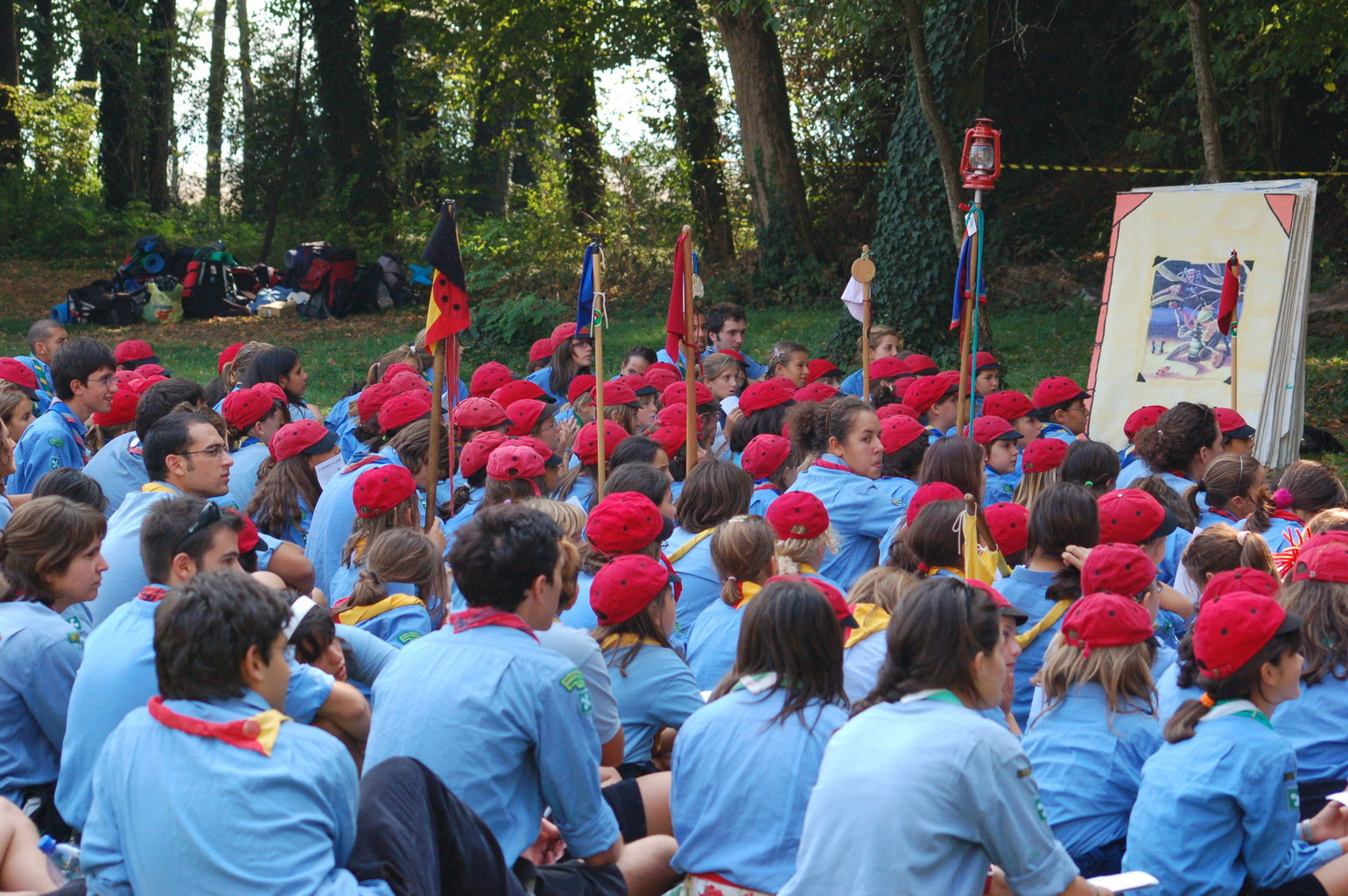
Un Cerchio di Coccinelle dell'AGESCI

Baden-Powell creò i Wolf Cubs come branca più giovane dello scautismo e le Brownie Guides come analogo nel guidismo.
I Wolf Cubs diventarono i lupetti in Italia, con una traduzione molto fedele sia dei termini che del metodo. Quasi tutte le associazioni di lingua italiana hanno oramai aperto il lupettismo anche alle bambine che dunque si chiamano lupette. La sola eccezione è la FSE, per la quale si veda più avanti. Il lupettismo si basa su Il libro della giungla di Rudyard Kipling come ambiente fantastico. Tutta la terminologia viene da lì.
I Lupetti sono organizzati in Branchi di circa 18-25 bambini/e sotto la guida di capi che vengono detti Vecchi Lupi. Sono divisi in sestiglie di sei lupetti (nel CNGEI e nell'Assoraider si chiamano mute), guidati da un lupetto detto a seconda delle associazioni capo sestiglia o capo muta. Nel Movimento Scout Svizzero invece di Branco si dice Muta e le Sestiglie si dicono Sestene. Le sestiglie/mute prendono nome dai possibili colori del pelo del lupo. Nell'ASCI (e in seguito nell'AGESCI e nella FSE) si dirà dunque, ad esempio, "sestiglia Rossi", "sestiglia Neri" e così via. Nel CNGEI (e in seguito nell'Assoraider) si preferisce il singolare e si parlerà dunque di "muta Rossa", "muta Nera" e così via. Nel MSS i nomi delle sestene non fanno necessariamente riferimento ai colori del manto dei lupi e può esserci ad esempio una "sestena pirati".
Gli adulti che prestano servizio in un branco sono detti "Vecchi lupi" ed ognuno assume il nome di uno dei personaggi del Libro della giungla.
I brownie sono dei follettini sconosciuti alla cultura italiana e dunque non fecero mai presa in Italia. L'AGI inventò le Coccinelle che sono dunque un'esclusiva italiana. Le Coccinelle sono oggi presenti nell'AGESCI (dove possono essere bambine o bambini) e nella FSE (solo bambine). Le Coccinelle sono organizzate in Cerchi di circa 18-25 bambini/e sotto la guida di capi che vengono detti Coccinelle Anziane (Capo Cerchio nella FSE). Sono divisi in sestiglie di sei coccinelle, guidate da una coccinella detta capo sestiglia. In italiano si usa il termine femminile Coccinella per indicare sia l'insetto maschio che l'insetto femmina. Alla stessa maniera si usa il termine Coccinella anche per i bambini e non solo per le bambine. Questo segue l'uso delle pattuglie/squadriglie di esploratori: un esploratore che appartiene alla squadriglia "Volpi" è una volpe, non un "volpo"; così un bambino che appartiene ad un cerchio di coccinelle è una coccinella, non un "coccinello".
In ASCI, Assoraider e CNGEI l'espressione Branca Lupetti viene (o, nel caso dell'ASCI, veniva) spesso abbreviata in Branca L. In AGI l'espressione Branca Coccinelle veniva spesso abbreviata in Branca C. Nell'AGESCI si parla invece di Branca Lupetti/Coccinelle, abbreviata in Branca L/C. Nella FSE sia la branca Lupetti che Coccinelle vengono chiamate Prime Branche o Branche Gialle (dal colore distintivo della branca), vengono indicate con l'iniziale sono nel caso di sigle (PNL = Pattuglia Nazionale Lupetti, IRC = Incaricata Regionale Coccinelle). Nel Movimento Scout Svizzero si parla di prima branca (questa forma talvolta viene usata anche in altre associazioni) e anche di Branca Lupetti.

### Ragazzi e ragazze

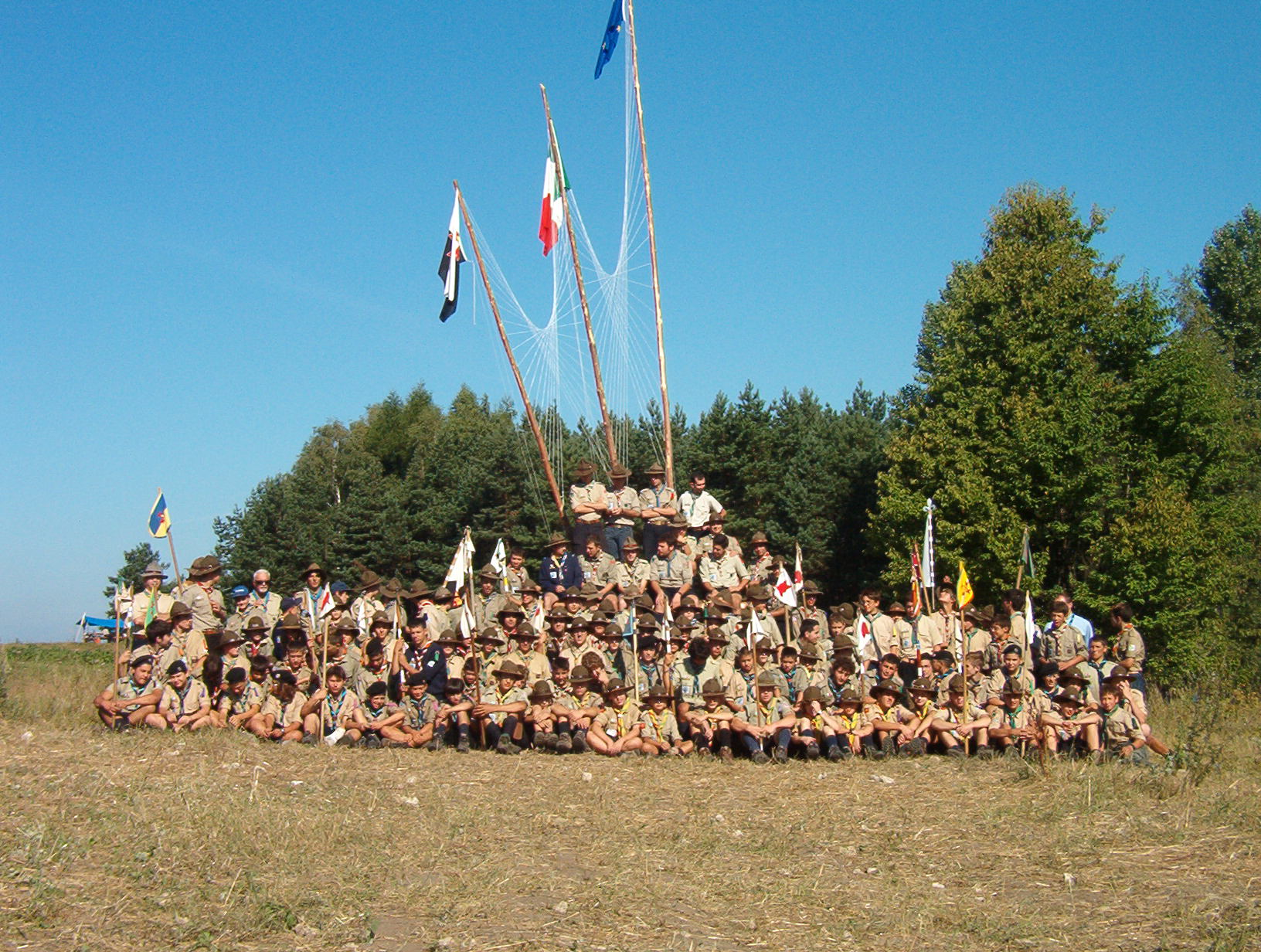
Un Riparto italiano degli Scout d'Europa

La branca più importante era originariamente composta dai boy scouts nel movimento scout e dalle girl guides dall'altra parte. In alcune nazioni, come gli USA, si parla invece di girl scouts, pur rimanendo nell'ambito del guidismo. Su questi termini si veda il capitolo Guide.
Quando si parla solo della branca intermedia, comunque, tutte le associazioni considerate parlano di esploratori per i ragazzi. Per le ragazze, Assoraider, CNGEI e MSS usano esploratrici, mentre le altre associazioni usano guide.
Esploratori e Guide sono organizzati in Pattuglie o Squadriglie, gruppi di 6-8 ragazzi guidati da uno di loro detto Capo Pattuglia o Capo Squadriglia. La denominazione Pattuglia è usata da Assoraider, CNGEI e MSS (tranne la sezione di Poschiavo che usa questo termine per i lupetti e parla di Squadra per gli esploratori). Anche la versione italiana di Scautismo per Ragazzi preferisce questa forma, traduzione più fedele del termine inglese patrol. Le altre associazioni usano Squadriglia. Le pattuglie/squadriglie prendono il nome di animali, preferibilmente originari della zona. Come per le sestiglie, le associazioni derivate dal CNGEI preferiscono il singolare (Pattuglia Aquila), le associazioni derivate dall'ASCI ed il MSS usano il plurale (Squadriglia Aquile). L'unione di più pattuglie o squadriglie è un Reparto o Riparto. La seconda forma era usata solo da ASCI e AGI ed oggi è stata ripresa dalla FSE. A capo di un Reparto/Riparto ci sono degli adulti detti Capi Reparto (o Capi Riparto), aiutati da Vice Capi Reparto. Nell'AGESCI invece si dice Aiuto Capi Reparto, nel Movimento Scout Svizzero invece Capi Reparto Aggiunti.
Nell'ASCI, l'espressione Branca Esploratori veniva spesso abbreviata in Branca E, così come accade oggi nell'Assoraider e nel CNGEI (dove in passato veniva anche usata la dicitura Branca Esploratori/Esploratrici, abbreviata in Branca E/E). In AGI l'espressione Branca Guide veniva spesso abbreviata in Branca G. Nell'AGESCI si parla invece di Branca Esploratori/Guide, abbreviata in Branca E/G (talvolta si usa invece Branca Guide/Esploratori, abbreviata in Branca G/E). Nella FSE sia la branca Esploratori che Guide vengono chiamate Seconde Branche o Branche Verdi, vengono indicate con l'iniziale sono nel caso di sigle (PNET = Pattuglia Nazionale Esploratori-Tecnica, GGG = Grande Gioco Guide). Nel Movimento Scout Svizzero si parla di seconda branca (questa forma talvolta viene usata anche in altre associazioni) o branca esplo.

### Giovani adulti e adulte

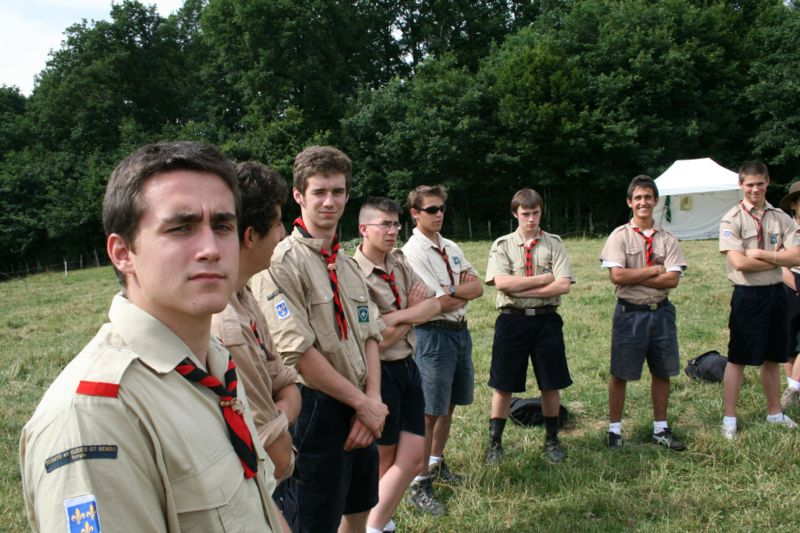
Un gruppo di Rover francesi

La branca più anziana fu chiamata rover scouts da Baden-Powell ed il termine rover è stato ripreso, da tutti, senza eccezioni. Va però notato che l'ASCI utilizzava l'espressione Rover-Scout (scritta col trattino ed abbreviata in R-S) con un altro significato e tale uso è stato ripreso in FSE.
Le differenze nascono quando si parla di un gruppo di Rover. Nel CNGEI questo gruppo si chiama Compagnia e la denominazione è stata seguita dall'Assoraider. Nell'ASCI si chiamava invece Clan e questo termine è usato tuttora da AGESCI e FSE. Nell'Assoraider una Compagnia è suddivisa in più Ronde.
Per le ragazze Baden-Powell scelse il nome di Ranger Guides, che nessuno in Italia usa. Il CNGEI usa Rover anche per le ragazze. L'AGI coniò il termine Scolta ed AGESCI e FSE hanno mantenuto questo termine, ripreso anche da Assoraider. Più scolte compongono un Fuoco.
Nell'ASCI vi era un momento di iniziazione al roverismo. Il ragazzo appena salito dal Riparto non diventava subito un Rover ma un Novizio Rover e faceva parte di un Noviziato. Il noviziato aveva un Capo detto Maestro dei Novizi. Nell'AGI vi era una distinzione simile fra Scolte Semplici e Scolte Viandanti. Nell'AGESCI la terminologia è stata semplificata, e si parla solo di Novizi/novizie. L'unione di un Noviziato ed un Clan (se composto di soli Rover o di Rover e Scolte) o un Fuoco (se composto di sole Scolte) forma una Comunità Rover/Scolte (abbreviata in Comunità R/S). Nella FSE i Novizi appartengono ad una Pattuglia Novizi che fa comunque parte del Clan. Le Scolte seguono la terminologia dell'AGI. Nel CNGEI, Allievo Rover viene detto del Rover che non ha partecipato al Corso Allievi Rover.
In ASCI e CNGEI l'espressione Branca Rover viene (o veniva) spesso abbreviata in Branca R. In AGI l'espressione Branca Scolte veniva spesso abbreviata in Branca S. Nell'AGESCI e nell'Assoraider si parla invece di Branca Rover/Scolte, abbreviata in Branca R/S. Nella FSE sia la branca Rover che quella Scolte vengono chiamate Terze Branche o Branche Rosse, vengono indicate con l'iniziale solo nel caso di sigle (PNR = Pattuglia Nazionale Rover, PNS = Pattuglia Nazionale Scolte).
Il Movimento Scout Svizzero è più complesso. Come accade quasi sempre nelle altre nazioni europee, al posto di una branca Rover come l'hanno quasi tutte le associazioni italiane ne ha due.
- Terza branca (o branca pio): Pionieri (15-17 anni), organizzati in Posti.
- Quarta branca: Rover (dai 18 anni in poi), organizzati in Clan. Le ragazze si chiamano Guide.

Questa struttura è simile a quella di moltissime altre associazioni scout europee.
In passato, alcuni gruppi ASCI e poi AGESCI sperimentarono una branca Pionieri di questo genere, ma queste sperimentazioni non sono mai uscite dagli ambiti locali.

### Altre branche
Alle tre branche originali dello scautismo (nel guidismo originariamente erano di più) con il passare del tempo se ne sono aggiunte altre, che però sono rimaste a livello di sperimentazione di poche associazioni.
Per rispondere alla domanda dei genitori di accogliere anche i bambini più piccoli molte associazioni scout straniere hanno istituito una branca per i 5-7 anni, chiamata di solito Beaver Scouts. Fra le Guide, invece, si parla solitamente di Rainbow Guides. In Italia la proposta è stata accolta con il nome di castorini (per ragazzi e ragazze). Fra le associazioni considerate nessuna ha ufficialmente una branca Castorini. Alcuni gruppi AGESCI hanno fondato invece un'associazione parallela, l'AIC (Associazione Italiana Castorini). I bambini 5-7 anni sono censiti con l'AIC, al passaggio in branco o cerchio vengono censiti in AGESCI. La Branca Castorini è invece presente e riconosciuta ufficialmente in altre Associazioni Scout italiane, mentre il Movimento Scout Svizzero ha la branca Castori. I Castorini sono organizzati in Colonie. In alcune associazioni sono suddivisi in Capanne, paragonabili alle sestiglie dei Lupetti e delle Coccinelle. Anche altre associazioni hanno una branca paragonabile, indicata con altri nomi, come Scoiattoli, Joey Scouts (cuccioli di canguro) o Keas.
Un'altra proposta di nuova branca viene dall'Assoraider. Il contributo originale di questa associazione al metodo scaut è infatti la branca Raider, che va dai 18 ai 28 anni. Si chiamano Raider sia gli uomini che le donne di questa branca. Un gruppo di Raider è chiamato Raid.

### Adulti
Lo scautismo nacque per i ragazzi, ma dopo qualche tempo si è posto il problema di cosa proporre agli adulti che, dopo aver completato il normale cammino scout, volevano continuare a far parte di una comunità in cui vivere i valori dello scautismo, senza tuttavia doversi impegnare come capi.
Nel CNGEI i soci adulti si chiamano Seniores (al singolare Senior) e sono organizzati in un Clan per ogni sezione (notare che il termine Clan ha tutt'altro significato in ASCI, AGESCI e FSE). Nell'ASCI coloro che avevano preso la partenza diventavano Rover-Scout (R-S), così fu anche per l'AGI con il termine Scolte di San Giorgio e con la stessa sigla R-S. Ad ogni modo, sia l'ASCI che l'AGI non vollero mai istituire una quarta branca. Nacque un'associazione parallela, il Movimento Adulti Scout Cattolici Italiani (MASCI). All'inizio, questa si rivolgeva solo agli ex soci ASCI, in seguito si aprì anche agli altri ed infine anche alle donne. I soci del MASCI sono detti Adulti Scout, spesso abbreviati in "A.S.". Sono organizzati in Comunità guidate da un Magister. L'AGESCI ha mantenuto questa relazione con il MASCI anche nel proprio statuto. A differenza dell'AGESCI, per coloro che prendono la partenza, la AIGSEC-FSE ha mantenuto il termine Rover-Scout per la sezione maschile e coniato ex novo Rendere Servizio per la sezione femminile, per cui non si parla di Adulti Scout ma di R-S. La maggior parte degli R-S della FSE rimangono iscritti nel gruppo come capi a disposizione, anche se alcuni si iscrivono nel MASCI.

### Capi

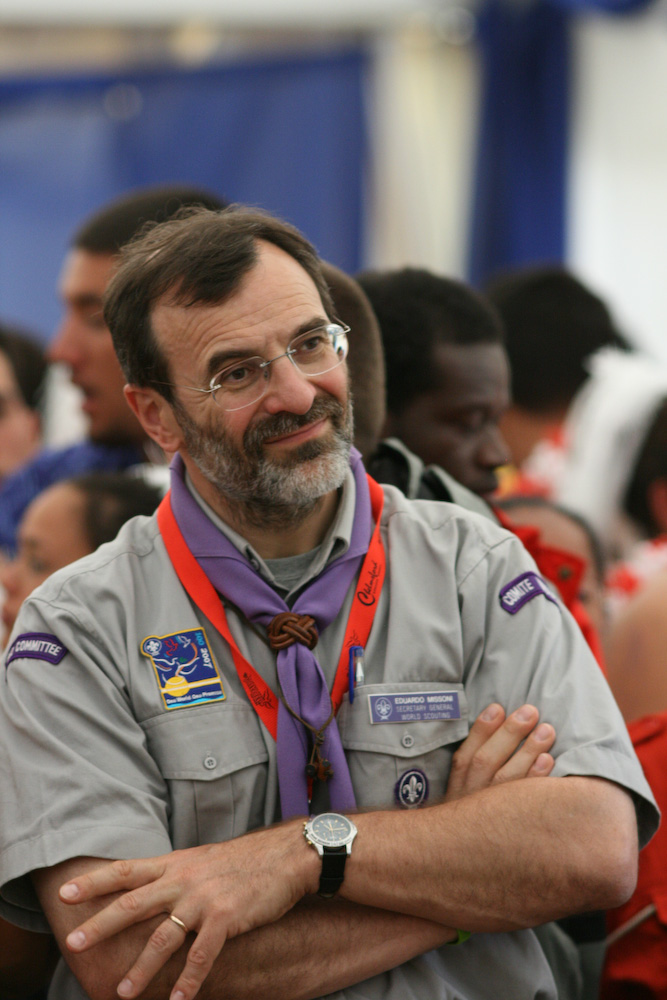
Eduardo Missoni: segretario generale dell'Organizzazione Mondiale del Movimento Scout (WOSM) dal 2004 al 2007.

Un educatore scout è chiamato capo. Baden-Powell, scrivendo in inglese, per gli esploratori parlava di scouter e per le guide guider. Questi termini sono stati spesso sostituiti, con il tempo, da altri (es. scout leader). Il termine Chief non si è mai usato con questo significato (vedi più avanti).
Quando si usa il plurale o il femminile si fa così: il capo, la capo, i capi, le capo. L'ultimo termine è in italiano corretto, seppure poco usato.
Nel Movimento Scout Svizzero, in Canton Ticino, invece che di capi si usa a volte Capi, a volte Animatori, secondo le preferenze della sezione. La sezione di Poschiavo usa il termine Monitori.
Tutte le associazioni prevedono una formazione per i loro capi. Di solito questa formazione culmina in un Brevetto.
Nell'AGESCI, a rigore, il termine Capo va usato solo in riferimento a chi ha raggiunto il Brevetto ed in questo caso si scrive con la lettera maiuscola. Gli altri sono soci adulti. Sempre nell'AGESCI ogni unità ha un Capo Unità o due se è un'unità mista. Il capo unità prende nomi diversi a seconda della branca (capo branco, capo cerchio, capo reparto, capo clan, capo fuoco). È solitamente affiancato da altri educatori, che vengono chiamati "Aiuto capi unità" (ed anche qui si potrà avere un aiuto capo branco, aiuto capo cerchio, etc.). Nel CNGEI e nelle associazioni nate da esso (come l'Assoraider) si parla invece di "vice capo". Nell'AGESCI, tutti gli adulti che fanno servizio educativo sono parte di una Comunità Capi, spesso abbreviata in Co.Ca. Nel MSS si sta introducendo una struttura analoga, abbreviata in COCA.
Ogni associazione ha una sua struttura organizzativa, più o meno gerarchica. I capi che hanno incarichi in questa struttura vengono solitamente chiamati commissari o dirigenti in quasi tutte le associazioni. I singoli incarichi, ovviamente, possono avere nomi diversi (responsabile, incaricato ecc.), ma solitamente ci si riferisce alla categoria con uno di questi due termini. Fa eccezione l'AGESCI in cui questa categoria, nella prassi, è detta dei quadri, sebbene nello statuto e nei regolamenti il termine non compaia.
Spostandosi sempre più in alto a livello gerarchico, si riferisce alla carica più alta di un'associazione solitamente con l'espressione Capo Scout (benché qualcuno la usi per indicare tutti gli adulti che svolgono un servizio da capo). In questo caso, l'espressione Capo Scout è la tradizione di Chief Scout. Se poi si specifica Capo Scout del Mondo (World Chief Scout) il riferimento è ancora più selettivo. Di Chief ne è stato solo uno e dopo la morte di Robert Baden-Powell non ne sono stati nominati altri.
Nell'AGESCI è prevista la figura del Capo Scout, affiancato da una Capo Guida, che sono le massime cariche associative. Hanno un ruolo di garanzia, paragonabile al Presidente della Repubblica Italiana. Sono figure diverse dai Presidenti (che sono invece ruoli esecutivi, paragonabili al Presidente del Consiglio). Nell'Assoraider vi è un Presidente Capo Scaut. Nel CNGEI vi è sia un Capo Scout (che ha la direzione tecnica, e si occupa di metodo e di programma) che un Presidente (che ha la rappresentanza legale dell'associazione). Nell'FSE sono presenti un Commissario Generale Scout, una Commissaria Generale Guide e un Presidente. Per questo motivo è bene usare l'espressione Capo Scout (o Capo Scaut) solo nei casi descritti in questo paragrafo. Tutti coloro che svolgono un servizio come capi vanno chiamati, appunto, capi.

## Strutture

### Gruppi e unità
Parlando delle branche sono stati elencati i nomi di tutte le unità. Solitamente più unità delle varie branche compongono un gruppo scout (o, più semplicemente, gruppo).
Ad esempio, un gruppo AGESCI potrebbe essere formato da un branco misto, due reparti paralleli (uno di esploratori ed uno di guide) ed una Comunità R/S. Un gruppo FSE potrebbe essere formato da: un branco, un cerchio, due riparti (uno per le guide ed uno per gli esploratori), un clan ed un fuoco. Le possibili combinazioni sono quasi infinite, perché un gruppo potrebbe avere meno unità per mancanza di capi o di ragazzi oppure più unità perché è in procinto di suddividersi in due. Nell'Assoraider e nel MSS il Gruppo si chiama invece Sezione. Nel MSS più sezioni possono comporre una Brigata (ve ne è una sola di lingua italiana, a Locarno). Nel CNGEI ogni gruppo non può avere più di un branco, un reparto ed una compagnia e tutti i gruppi di una località compongono la Sezione (si noti la definizione diversa rispetto all'Assoraider). Il Clan dei Seniores non appartiene a nessun gruppo, bensì alla sezione. Nell'AGI i gruppi si chiamavano invece ceppi.
Nell'ASCI ogni gruppo aveva una Direzione di gruppo, composta dal Capo Gruppo e dai Capo Unità. Negli ultimi anni di vita dell'ASCI fu introdotta la Comunità Capi, struttura della quale facevano parte tutti i capi del gruppo, indipendentemente dal ruolo. Questa nuova struttura doveva rendere più democratiche le decisioni e contemporaneamente curare anche la formazione permanente dei capi. La Comunità Capi non era comunque una quarta branca. L'AGESCI abolì presto la Direzione di Gruppo, attribuendone i compiti restanti alla Comunità Capi, che divenne il fulcro della vita democratica dell'associazione. La FSE invece mantenne solo la Direzione di Gruppo, alla quale affiancò un Consiglio di Gruppo al quale partecipano anche alcuni genitori dei ragazzi facenti parte delle unità, e che si riunisce solo saltuariamente. Nel CNGEI vi è il consiglio di gruppo, che si occupa di tematiche educative ed un Consiglio di Sezione che è un organo esecutivo. Nel MSS c'è un consiglio capi che è paragonabile alla direzione di gruppo.

### Al di sopra del gruppo
L'AGESCI è organizzata in venti regioni, che seguono generalmente i confini delle regioni amministrative (ad esempio il Gruppo AGESCI di Novi Ligure fa parte della Regione Liguria sebbene amministrativamente sia in Piemonte); ogni regione è divisa in zone, comprendenti indicativamente da sei a venti gruppi, che al di fuori delle città più grandi spesso ricalcano territorialmente le diocesi. Il CNGEI è organizzato in regioni, che possono seguire i confini delle regioni amministrative o due o più associate; ogni regione è divisa in Sezioni, che possono essere mono o plurigruppo. L'Assoraider è divisa in regioni, senza ulteriori suddivisioni. La FSE è anch'essa divisa in regioni, ma non ricalcano i confini di quelle amministrative. Ogni regione è divisa in Distretti. Il MSS, invece, è una federazione di 23 associazioni cantonali, molto indipendenti.

### Associazioni
L'Organizzazione Mondiale del Movimento Scout riconosce una sola realtà scout in ogni nazione. Questa viene definita "Organizzazione" nella terminologia OMMS. Ogni organizzazione può essere una singola entità (come la The Scout Association, l'associazione scout britannica) o una federazione (come la Federazione Italiana dello Scautismo). I singoli membri di una federazione sono detti "Associazioni". Nei documenti dell'OMMS i due termini "Organizzazione" e "Associazione" sono dunque sempre usati con un significato ben preciso e distinto. Le associazioni scout che non fanno parte dell'OMMS (sia direttamente, sia attraverso una federazione) sono da questa definite "associazioni non riconosciute". Secondo una prassi che risale ai tempi di Baden-Powell, l'OMMS non intrattiene rapporti con associazioni non riconosciute se non in vista di un loro ingresso o rientro nel movimento. L'OMMS prevede anche la categoria delle "Organizzazioni Accreditate", cioè quelle associazioni scout di uno stato sovrano che non soddisfano completamente i requisiti per essere membri dell'OMMS (un tempo erano associazioni con meno di 1000 iscritti, limite eliminato nel 2010).
Anche l'Associazione Mondiale Guide ed Esploratrici riconosce una sola associazione (o federazione) di guide per nazione, ma usa indifferentemente "Associazione" ed "Organizzazione", inoltre le associazioni riconosciute sono classificate in "Associate Members" e "Full Members".
Molte associazioni nazionali, specialmente in Europa, appartengono contemporaneamente sia all'AMGE che all'OMMS. Questo significa che i ragazzi vengono censiti nell'OMMS e le ragazze nell'AMGE. Queste associazioni sono dette SAGNO (Scout And Guide National Organizations, in francese Organisations Nationales Scoutes et Guides, ONSEG). La FIS (di cui fanno parte AGESCI e CNGEI), l'AGECS e il MSS sono tutte SAGNO. Le singole associazioni che appartengono ad una federazione di questo genere vengono invece talvolta definite SAGA (Scout And Guide Associations).

## Forme particolari di scautismo
- Scautismo nautico: Baden-Powell aprì insieme al fratello Warington la sezione di scautismo nautico nel 1912 con il nome di Sea Scouts (che è rimasta tale, anche quando l'attività si svolge su laghi o fiumi). In Italia i Sea Scouts sono chiamati "scout nautici" da tutte le associazioni, mentre in Svizzera l'unico gruppo (che ovviamente fa attività lacustre) usa l'espressione "scout marini". Nell'AGESCI vi è la distinzione fra "reparti nautici" (che svolgono sistematicamente attività acquatiche) e "reparti ad indirizzo nautico"[36]. Le pattuglie/squadriglie dei reparti nautici sono solitamente chiamate "equipaggi".
- Scautismo aeronautico: un altro fratello di Baden-Powell, Baden, fondò la sezione aerea dello scautismo (Air Scouts). Negli anni cinquanta e sessanta vi furono degli "scouts dell'aria" nel CNGEI ma in generale non ci sono forti tradizioni di scautismo aeronautico nelle associazioni in lingua italiana.
- Scautismo e guidismo per disabili: nasce nelle associazioni di guide francofone come Guidismo d'estensione e si riferisce alla proposta fatta nei confronti dei ragazzi disabili, inizialmente in unità ad hoc; al guidismo d'estensione seguì ovviamente lo Scautismo d'estensione. L'ASCI e l'AGI negli anni cinquanta ripresero l'espressione francofona "Malgré Tout" ("malgrado tutto", spesso abbreviata in "M.T."), ma dopo la fusione nell'AGESCI non fu più necessaria l'esistenza di reparti M.T. per la sempre maggiore integrazione dei portatori di handicap nella società, e l'espressione è caduta in disuso. Il Movimento Scout Svizzero, infine, usa la dicitura "Scaut ad ogni costo" per le unità di disabili.

## Nomi di Baden-Powell

Firma di Baden-Powell

Il fondatore del movimento nacque con il nome Robert Stephenson Smyth Powell, ma quando aveva 12 anni sua madre cambiò il cognome di famiglia da Powell in Baden-Powell, e lui di conseguenza divenne Robert Stephenson Smyth Baden-Powell. Nel 1929 venne nominato Pari del Regno Unito, e scelse il titolo di Lord Baden-Powell of Gilwell. Il suo nome completo di tutti i titoli è Lieut. General Sir Robert Stephenson Smyth Baden-Powell, 1st Baron Baden-Powell of Gilwell, OM, GCMG, GCVO, KCB.
Molto usata è l'abbreviazione B.-P.

## Altri termini
- Alta squadriglia: Sottoinsieme di un Reparto AGESCI che include i ragazzi/e più grandi. Solitamente comprende i ragazzi degli ultimi due anni. L'A.S. vive momenti specifici extra, supplementari alle normali attività di Reparto. Nella FSE invece comprende solitamente i capi squadriglia e vice capi squadriglia di un Riparto.
- Alta Pattuglia: Sottoinsieme di un Reparto CNGEI che include i ragazzi/e che sono solitamente i capi pattuglia e i vice capi pattuglia di un Reparto.
- Autofinanziamento: Un'attività in cui i ragazzi, tramite il proprio lavoro, guadagnano soldi che servono a coprire le spese delle attività (in molti contesti esterni allo scautismo, invece, la parola autofinanziamento si riferisce all'esborso di soldi da parte dei soci).
- Brevetto: Vedi Nomina a Capo.
- Brevetto di Competenza: Dimostrazione della propria competenza in un ambito attraverso un campo di competenza e una dimostrazione al reparto.[falso, in AGESCI è "acquisire competenze mediante specialità, campi, ecc" non solo dimostrare]
- Buon Cammino: Vecchio saluto della Branca Esploratori usato nel CNGEI.
- Buon Sentiero: Saluto usato nella Branca Esploratori CNGEI. Talvolta viene usato erroneamente in alcuni gruppi AGESCI fra Esploratori e Guide.[37]
- Buon Volo: Saluto delle Coccinelle.
- Buona Caccia: Saluto dei Lupetti e degli Esploratori e Guide[37].
- Buona Rotta: Saluto degli Scout nautici.
- Buona Strada: Saluto dei Rover e delle Scolte.
- Campo di Formazione Associativa (CFA): In AGESCI è il campo di formazione successivo al Campo di Formazione Metodologica. In passato si chiamava "Secondo Tempo".
- Campo di Formazione Metodologica (CFM): In AGESCI è il campo che offre una formazione metologica specifica per branca (L/C, E/G, R/S).In passato si chiamava "Primo Tempo", e l'espressione è spesso usata informalmente.
- Campo di Formazione Tirocinanti (CFT): In AGESCI è un campo rivolto ai Tirocinanti (introdotto nel 2008 in seguito alla riforma della Formazione Capi).
- Capitolo: Nei clan/fuoco dell'AGESCI è uno strumento che la comunità ha a disposizione per approfondire una tematica di interesse comune.
- Censimento: In molte associazioni è l'operazione annuale di iscrizione di tutti i soci. Per estensione, indica anche la quota di iscrizione.
- Cocci: Bambino/a appena entrato/a in Cerchio, che ancora non pronuncia la sua Promessa.
- Comunità Capi (Co.Ca.): Insieme di tutti i Capi di un Gruppo. Usato negli ultimi anni dell'ASCI e nell'AGESCI.
- Consiglio Capi (ConCa): Riunione dei Capi Reparto con i Capi Squadriglia. Prende le decisioni più importanti per la vita del Reparto stesso. Termine AGESCI.
- Consiglio Capi Allargato o Consiglio Capi e Vice(ConCaVi): Consiglio Capi cui partecipano anche i Vice Capi Squadriglia.[senza fonte]
- Consiglio degli Anziani: Nell'AGESCI è il termine generico per indicare il Consiglio d'Akela (lupetti) o dell'Arcobaleno (coccinelle). Il CdA vive momenti specifici extra, supplementari alle normali attività di Branco/Cerchio. Con varie differenze, è usato in più di un'associazione.
- Consiglio dell'Arcobaleno (CdA): Sottoinsieme di un Cerchio che include le Coccinelle dell'ultimo anno di Cerchio. Il termine è usato solo nell'AGESCI.
- Consiglio di Akela (CdA): Sottoinsieme di un Branco che include i Lupetti/e dell'ultimo anno di Branco.
- Cucciolo: Bambino/a appena entrato/a in Branco, che ancora non pronuncia la sua Promessa.
- Diarchia: Termine usato solo nell'AGESCI. Si riferisce alla pratica di avere due persone (un uomo ed una donna) in ogni posizione, dal capo unità fino ai presidenti dell'associazione. La Diarchia fu introdotta alla nascita dell'AGESCI per evitare che l'AGI, più piccola, venisse sopraffatta dall'ASCI[senza fonte], oggi viene mantenuta come valore pedagogico per avere un "modello di riferimento di relazione adulta uomo/donna"[38].
- Distintivo: Emblema di stoffa portato sull'uniforme come riconoscimento dell'appartenenza ad un'associazione, di particolari abilità possedute o di prove superate. Ha il duplice scopo di dare al ragazzo un segno tangibile di un obiettivo raggiunto e di rendere visibili a tutti le proprie capacità, per metterle a disposizione. Vedi anche Uniforme.
- Divisa: Vedi Uniforme
- E/G: Branca Esploratori/Guide (branca verde).
- Fazzolettone (o Fazzoletto o Foulard): Triangolo di stoffa arrotolato con i colori del gruppo, simbolo di appartenenza al gruppo stesso. A volte viene chiamato erroneamente "Promessa", mentre in alcuni branchi viene chiamato anche "Pelliccia". Raramente può essere quadrato.
- Formatore: Chi è impegnato nella formazione capi.
- Giglio: Simbolo di tutti gli Scout. Il Giglio Scout ha tre parti, corrispondenti ai tre impegni della Promessa scout. Contiene due stelle (Legge e Promessa), ognuna con cinque punte, che simboleggiano i dieci punti della Legge scout. Le guide usano il Trifoglio al posto del Giglio.
- Gilwell: Fazzolettone che viene consegnato assieme al Wood Badge.
- Gioiose: Le prime formazioni Scout cattoliche italiane nate a Genova su iniziativa di Mario Mazza e in Liguria grazie ai suoi emuli nei primi anni del '900 poi confluite nell'ASCI.
- Giornata del pensiero (o del ricordo, o World Thinking Day): Il giorno 22 febbraio è il compleanno congiunto di Baden-Powell e sua moglie Olave. È un momento di festa per ricordare e celebrare il lavoro del Capo Scout e della Capo Guida del mondo. In particolare, le associazioni di Guide dedicano questa giornata a conoscere meglio la dimensione internazionale del movimento, ed ogni anno si segue un tema indicato dall'Associazione Mondiale Guide ed Esploratrici.
- Grande Saluto: Cerimonia delle Coccinelle in cui viene ricordato il motto.
- Grande Urlo: Cerimonia dei Lupetti in cui viene ricordato il motto, solitamente usata all'inizio della riunione e nella cerimonia della Promessa[39][40].
- Grido: Motto urlato dalla pattuglia di un reparto per presentarsi.
- Guidone: Bandiera legata in cima a un bastone chiamato "alpenstock", su cui è disegnato il simbolo della pattuglia. Un tipo particolare di guidone è la Fiamma di un reparto.
- Hike: Termine inglese che vuol dire genericamente Escursione. Nella tradizione ASCI il termine viene usato per indicare un momento di riflessione personale (o al massimo a coppia) comprendente sia un momento di cammino che un pernottamento in tenda o all'addiaccio. Può anche prevedere la ricerca di ospitalità in cambio di servizio. Un hike viene usato in momenti particolari per rimarcarne l'importanza. Questa tradizione è stata ripresa in AGESCI e FSE.
- L/C: Branca Lupetti/Coccinelle (branca gialla).
- Legge scout: Un insieme di valori che ogni Scout si impegna a seguire. La formulazione varia a seconda dell'associazione, pur mantenendo inalterati i contenuti.
- Maestro di specialità: Un ragazzo che voglia conquistare una specialità può essere aiutato da una persona più esperta in quel campo che gli insegni le tecniche. Questa persona (che può essere sia un capo sia un ragazzo) è detta maestro di specialità.[41]
- Motto scout: Racchiude l'essenza dello scautismo o della branca di interesse.
- Nomina a Capo (o Brevetto): Il completamento dell'iter di Formazione Capi. Nell'AGESCI e nel CNGEI dà diritto a tutte le insegne Wood Badge (fazzolettone Gilwell, tizzoni e portafazzolettone a testa di turco) in quanto la Formazione Capi di queste associazioni è riconosciuta dall'OMMS. Altre associazioni usano simboli simili.
- Pattuglia: È il nucleo del Reparto. Ogni pattuglia è composta da ragazzi, ed ha una sua simbologia animale. Le pattuglie si dividono principalmente come pattuglie maschili e pattuglie femminili, e sono composte solitamente da un massimo di 8 ragazzi. Nell'AGESCI, invece, si usa il termine Squadriglia. Il termine Pattuglia viene utilizzato anche per indicare altri gruppi di lavoro permanenti (es. Pattuglia Nazionale di Branca E/G) o temporanei (es. una Pattuglia Logistica nella preparazione di un campo specifico).
- Pelliccia: In alcune associazioni è il nome che viene utilizzato per riferirsi all'uniforme o al fazzolettone dei lupetti per dar loro un nome attinente all'ambiente fantastico della giungla.
- Piede Tenero: Esploratore che ha appena fatto la propria Promessa Scout, ma ancora non si è abituato pienamente allo Scautismo (termine introdotto da Baden-Powell).[42]
- Portafazzolettone (o Fermafazzolettone): Qualunque oggetto venga usato per tenere legato attorno al collo un fazzolettone.
- Portale: Struttura di legno, generalmente a forma di "U" rovesciata, composta da tre filagne da 2-3 metri l'una e viene spesso utilizzato nei campi scout dalle squadriglie come "porta di accesso" al campo stesso; altre volte il portale può essere situato permanentemente all'ingresso di un campo, se si tratta di uno scout park.[senza fonte]
- Primo Tempo: In numerose associazioni, è il primo campo di formazione capi che viene proposto. Nell'AGESCI ha da tempo preso il nome di "Campo di Formazione Metodologica"
- Progetto: Nell'AGESCI ogni livello (gruppo, zona, regione, nazionale) ha un suo progetto che ne guida le azioni per 3-4 anni.[43] Nel caso del gruppo, si parla di Progetto Educativo.[44]
- Programma: Nell'AGESCI ogni livello (gruppo, zona, regione, nazionale) ha un programma annuale che definisce le azioni per mettere in pratica il progetto.[43]
- Progressione Personale: L'insieme del processo di crescita di un ragazzo e delle mete che deve raggiungere nel suo cammino scout, che si chiamano Stelle, Momenti, Tappe, Classi, Specialità, Brevetti di Competenza ecc. a seconda della branca e dell'associazione.
- Promessa scout: L'impegno assunto da ogni scout, con il quale si entra a far parte della grande famiglia degli scout. Spesso con questo nome si indica anche il distintivo col simbolo dell'associazione di appartenenza.[senza fonte] Alcuni, erroneamente, chiamano Promessa anche il Fazzolettone.
- Route: Il concetto di Route nasce nel Roverismo francofono, (tanto che in alcune associazioni i Rover si chiamano Routards) e non ha corrispondente in inglese. Indica un campo mobile, solitamente in montagna, nel quale vengono messe in evidenza l'essenzialità, il rapporto con la natura, e dove il camminare è anche una metafora dell'avvicinarsi a Dio. Il termine viene adottato prima dall'AGI, e viene ripreso dall'AGESCI. Nella FSE questo termine viene usato solo per le Scolte, i Rover usano l'espressione Campo Mobile.
- R/S: Branca Rover/Scolte (branca rossa).
- R-S: In ASCI, AGI e AIGSEC-FSE è la sigla di Rover Scout e Scolte di San Giorgio; l'acronimo può essere letto anche con il motto Ricordati di Servire (notare l'uso del trattino orizzontale, al contrario della voce precedente).
- Saluto scout e Segno scout: Il segno che riconosce i membri di tutte le associazioni scout del mondo. Va fatto portando la mano destra all'altezza delle spalle, l'indice, il medio e l'anulare tesi e uniti, il mignolo ripiegato sotto il pollice, che sta ad indicare che il più grande aiuta il più piccolo ed il palmo rivolto in avanti, le tre dita alzate rappresentano i tre impegni della Promessa. Il saluto scout è identico al segno scout con l'unica differenza, all'atto del salutare, nel portare la mano destra al copricapo indossato (Cappello Lupetto, Zucchetto Coccinella, Cappellone Boero, Cappello Nautico, Basco ecc).
- San Giorgio: Il protettore delle guide e degli scout di tutto il mondo. Si celebra il 23 aprile. Quando si fa un campo poco prima o poco dopo questa data, viene detto Campo San Giorgio.
- Scouting Questo termine, preso tale e quale dall'inglese, indica un atteggiamento, uno stile di vita basato sull'osservazione/deduzione/azione all'interno della realtà circostante.[45] Viene solitamente utilizzato per indicare l'insieme delle tecniche scout, ma è errato.[46] Non va usato come sinonimo di scautismo in generale.
- Secondo Tempo: In numerose associazioni, è il secondo campo di formazione capi che viene proposto. Nell'AGESCI ha da tempo preso il nome di "Campo di Formazione Associativa"
- Sestiglia: Gruppetto di circa 6 lupetti o coccinelle, analogo alla squadriglia per il reparto.
- Squadriglia: Vedi Pattuglia.
- Terzo Tempo: In numerose associazioni, è il periodo dopo il secondo tempo in cui si effettua un qualche progetto per completare il proprio iter di formazione capi. Non è un campo.
- Thinking Day: Vedi Giornata del Pensiero.
- Tirocinante: Capo al primo anno in Co.Ca. (AGESCI).[47]
- Tizzoni: Parte delle insegne del Wood Badge. Non sono, al contrario di quanto si racconta, i tizzoni dell'ultimo fuoco di Baden-Powell, il quale ha iniziato a distribuire tali tizzoni nel 1919, ben prima di fare un ultimo fuoco.
- Trifoglio: Il trifoglio è il simbolo mondiale delle Guide. Il trifoglio dorato, sullo sfondo blu, ricorda un sole che splende su tutte le ragazze del mondo. Le tre foglioline corrispondono ai tre impegni della Promessa. Contiene due stelle, che ricordano la Legge e la Promessa. Ogni stella ha cinque punte, che simboleggiano i dieci punti della Legge. Il trifoglio (nella sua versione moderna) è circondato dal suo stelo, che simboleggia il legame che unisce tutto il movimento mondiale delle guide. La base dello stelo ricorda una fiamma, cioè l'amore dell'umanità. La venatura della foglia centrale, che punta verso l'alto, ricorda l'ago di una bussola. Gli Scout, invece, usano il Giglio.
- Uniforme: Tutte le associazioni di Scout e di Guide hanno una uniforme, che serve a dare un'immagine coerente all'esterno, a creare spirito di gruppo e a ridurre le differenze sociali fra i soci. Baden-Powell nel 1938 dichiarò[48]: «L'uniforme cela tutte le differenze di condizione sociale in un paese e favorisce l'uguaglianza; ma, cosa ancor più importante, copre le differenze di nazionalità, etnia e fede, facendo sì che tutti si sentano appartenenti ad un'unica grande fratellanza.» In alcune associazioni l'uniforme dei lupetti viene chiamata "pelliccia" per dargli un nome attinente all'ambiente fantastico della giungla. Si preferisce solitamente il termine Uniforme a Divisa. Qualcuno ogni tanto sostiene che la disquisizione semantica fra divisa (che dividerebbe) e uniforme (che invece uniformerebbe) risalga a Baden-Powell; questo è molto difficile, visto che entrambe le parole in inglese vengono tradotte con Uniform.
- Wood Badge: Letteralmente vuol dire insegne di legno, tradotto da qualcuno anche come il "distintivo del bosco"[49][50]. Sono le insegne portate da coloro che hanno completato un percorso di Formazione Capi riconosciuto dall'Organizzazione Mondiale del Movimento Scout come equivalente a quello di Gilwell Park (ovviamente, solo nelle associazioni riconosciute). È composto dal fazzolettone Gilwell, dai tizzoni e dal portafazzolettone a Testa di Turco.
- World Thinking Day: Vedi Giornata del Pensiero.
- Zampa Tenera: Lupetto che ha appena pronunciato la propria Promessa, ma ancora non si abitua alla vita del Branco (termine introdotto da B.-P.).[51]
- Zoccoletti: Termine usato da alcuni al posto di Tizzoni (vedi).[52]